# Esseneite
La esseneite è un minerale.